# Région guinéo-congolaise
 (décembre 2024).
La région guinéo-congolaise est une région biogéographique en Afrique s'étendant de l'océan atlantique à travers le bassin du Congo à la ligne de partage des eaux Congo-Nil au Rwanda et Burundi. Elle inclut à la fois la forêt guinéenne de l'Ouest africain et la forêt du bassin du Congo. Cette région était autrefois largement recouverte de forêt tropicale (forêt alluviale comprise), mais il ne reste aujourd'hui que peu de forêt primaire non-affectée par l'homme, ayant été remplacée dans de nombreuses régions par la savanne et la forêt secondaire.

## Description

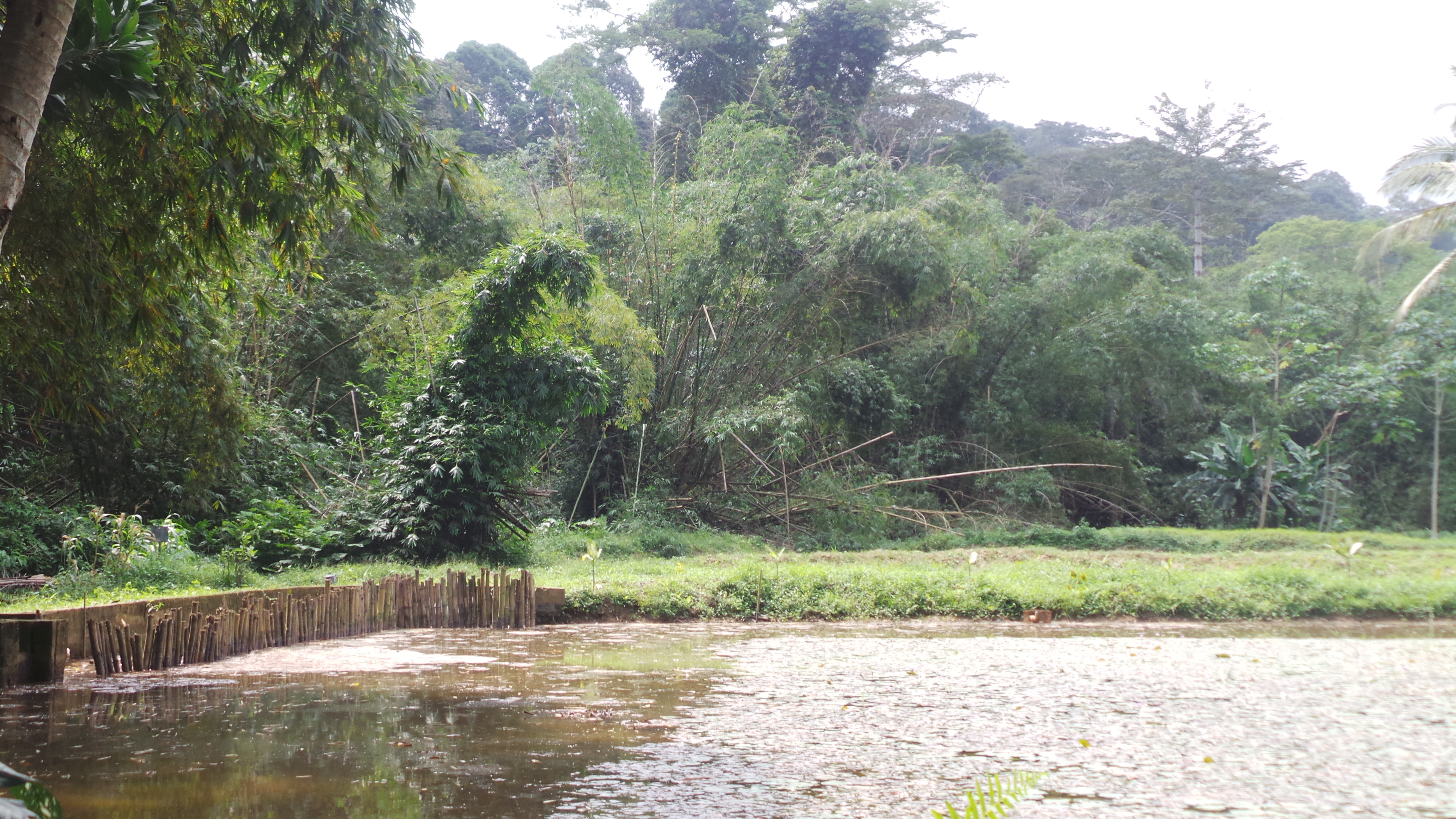
Parc national du Banco, Côte d'Ivoire.

La région guineo-congolaise est une zone de forêt tropicale des plaines, caractérisée par les forêts du bassin du Congo. Le terrain est généralement sous 1000 et les précipitations annuelles sont de 1600 à 2000 mm. La forêt est grande avec une canopée d'au moins 30 m avec des arbres pouvant atteindre jusqu'à 60 m avec plusieurs couches. Les arbres constituants sont principalement à feuilles persistantes ou semi-persistantes, avec une diffusion d'espèces à feuilles caduques. Dans les zones plus humides, les arbres peuvent être vêtus de nombreuses épiphytes, mais celles-ci sont moins courantes dans les zones plus sèches. Les grands arbres typiques de ces forêts sont du genre Entandrophragma, Guarea cedrata, Guarea thompsonii, Lovoa trichilioides, Maranthes glabra, Parkia bicolor, Pericopsis elata et Petersianthus macrocarpus. Certaines parties de la forêt incluent des espèces monodominantes, souvent membres des Fabaceae, telles  Brachystegia laurentii ,  Cynometra alexandri , Gilbertiodendron dewevrei (90 % dans certains endroits de la forêt de l'Ituri), Julbernardia seretii ou Michelsonia microphylla.

## Végétation
Plusieurs types de forêts. Des forêts côtières d'Hygrophilia à feuilles persistantes dans des endroits humides entre la Sierra Leone et le Gabon dans une bande côtière intermittente ; ces forêts sont souvent riches en espèces de familles de légumineuses qui peuvent se régénérer librement et former des peuplements purs. Les forêts semi-persistantes humides mixtes se produisent largement, en particulier dans le bassin du Congo, dans des endroits un peu plus secs. Des forêts plus sèches, semi-persistantes bordent les forêts humides mixtes au nord et au sud et peuvent être soumises à des dommages causés par les incendies de savane avoisinante. Les forêts monospécifiques se produisent sous forme de parcelles dans les forêts à feuilles persistantes ou semi-persistantes dans le bassin du Congo. Les forêts de galerie ou alluviales se forment lorsque les conditions conviennent mais sont plus clairsemées. Des forêts peu élevées ou de broussailles recouvrent des collines rocheuses et des zones aux sols minces.

## Galerie

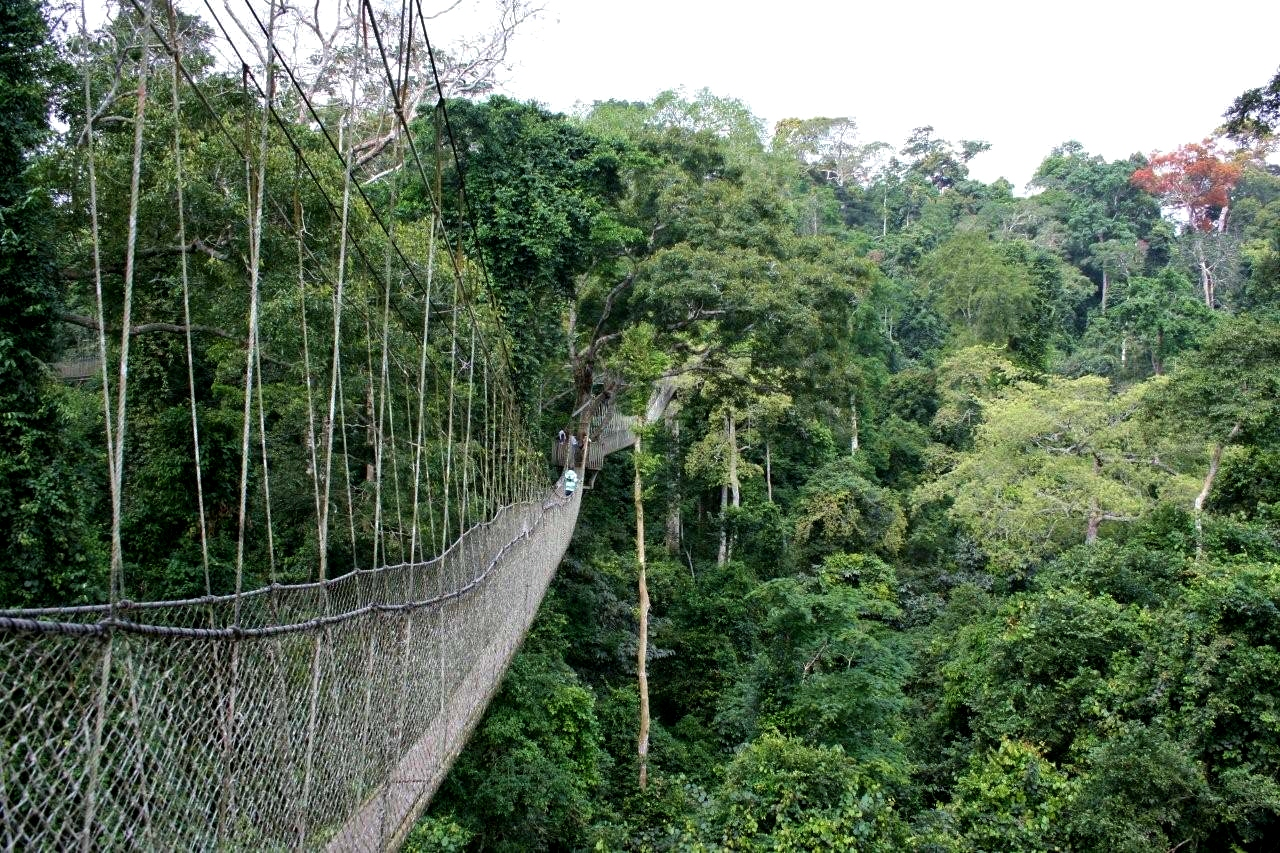
Parc national de Kakum, Ghana.
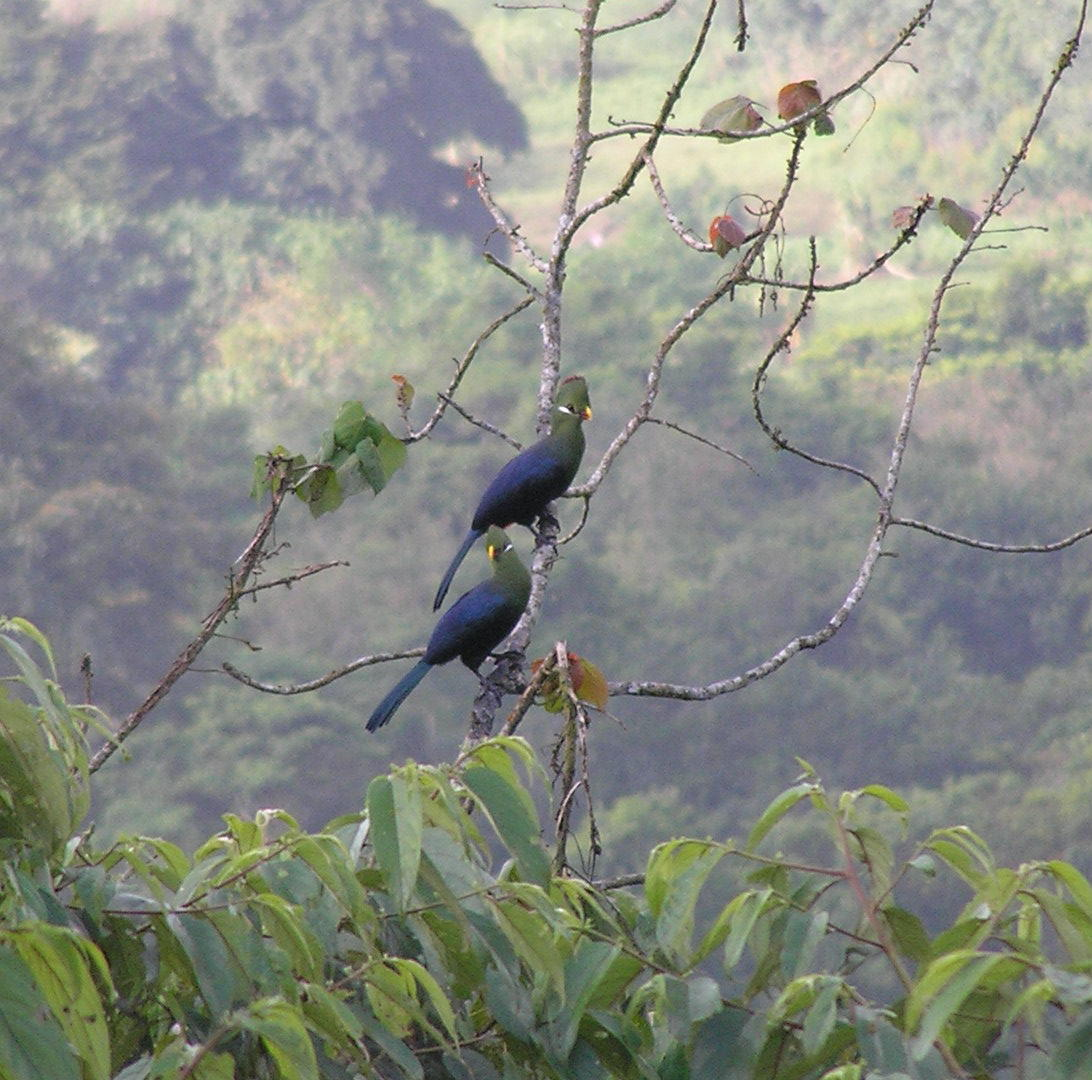
touracos à gros bec, Bioko
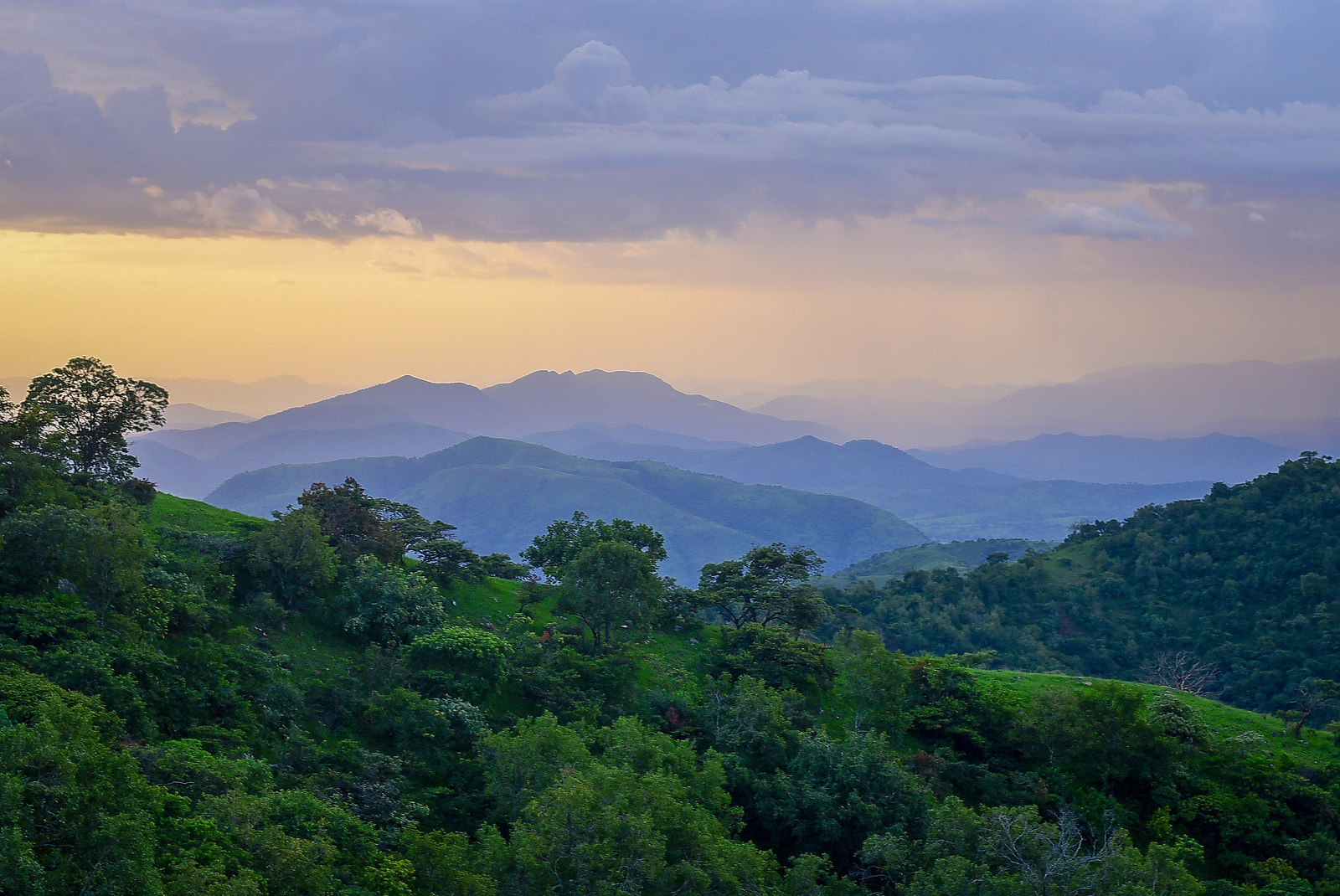
plateau de Mambila
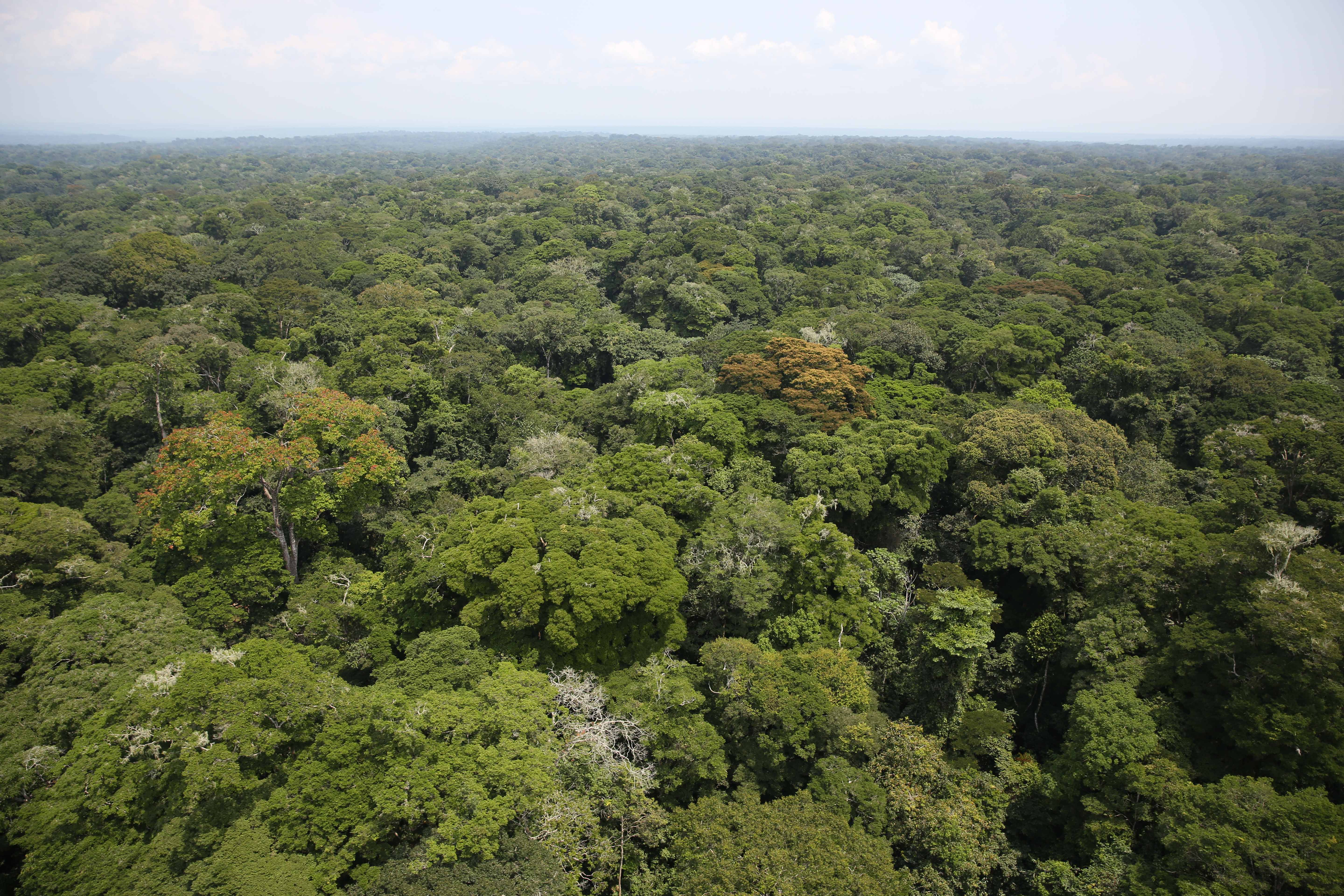
Forêt de l'Ituri (RDC).